# 德尔帕
德尔帕县（羅馬化：Dolpa Jilla，读音ⓘ）是尼泊尔格尔纳利省的10个县之一，也是全国77个县之一。该县以杜奈为行政中心，面积为7,889平方公里，2023年人口约为43,000人。按面积计算，德尔帕是尼泊尔最大的县。
當地人口最多的是卡斯人中的切特里種姓54.94%，第二大是馬嘉族。
1. ↑   (PDF). Central Bureau of Statistics. Government of Nepal. November 2012  [1 November 2012]. （原始内容 (PDF)存档于18 April 2013）.